# Xue Tao
Xue Tao (768-831, en chino 薛濤, occidentalizado Capa) nació en Chang'an, capital de los Tang. Fue poetisa y cortesana china, considerada a menudo, junto con Yu Xuanji y Li Ye, como una de las poetisas más delicadas de la dinastía Tang (618-907).
Tras su muerte la gente plantó bambú en todos los rincones de sus patios, convirtiéndose en el parque de Wangjianglou (Mirador sobre el río), en cuyos 120.000 metros cuadrados medran más de 150 variedades.[cita requerida]

## Obra
Unos 450 poemas de Xue Tao se reunieron en The Brocade River Collection, que sobrevivió hasta el siglo XIV. De ellos se conocen unos 100 actualmente, más que de cualquier otra mujer de la dinastía Tang. Abarcan gran variedad de tono y tema, lo que indica una inteligencia viva, más que un conocimiento de la gran tradición poética china anterior.

## Poetas de la dinastía Tang
- Bai Juyi
- Li Po
- Wang Wei
- Tu Fu
- Liu Zongyuan
- Xue Tao
- Yu Xuanji
- Meng Jiao
- He Zhizhang